# Alexia Landeau
Alexia Landeau est une actrice française née le 12 février 1975 à Paris.

## Filmographie partielle

### Cinéma
- 2002 : Moonlight Mile de Brad Silberling
- 2006 : Marie-Antoinette de Sofia Coppola
- 2007 : Two Days in Paris de Julie Delpy
- 2012 : Two Days in New York de Julie Delpy (+ scénariste)
- 2013 : Kiss of the Damned d'Alexandra Cassavetes
- 2015 : Day Out of Days (en) de Zoe Cassavetes (+ scénariste)

### Télévision
- 2005 : FBI : Portés disparus (1 épisode, saison 3)
- 2016-2018 :The Path (8 épisodes)
- 2021 : On the Verge, série télévisée de Julie Delpy (12 épisodes, + scénariste)